# Resolució 1345 del Consell de Seguretat de les Nacions Unides
La Resolució 1345 del Consell de Seguretat de les Nacions Unides fou adoptada per unanimitat el 21 de març de 2001. Després de considerar les resolucions 1160 (1998), 1199 (1998), 1203 (1998), 1239 (1999) i 1244 (1999) sobre la situació a l'antiga Iugoslàvia, el Consell va condemnar la violència extremista i les activitats terroristes a parts de la República de Macedònia i el sud de Sèrbia, i va convidar els líders albanesos de Kosovo per condemnar la violència.
El Consell de Seguretat va donar la benvinguda a les mesures adoptades pel Govern de Macedònia per consolidar una societat multiètnica dins de les seves fronteres. També va donar la benvinguda als plans de la República Federal de Iugoslàvia (Sèrbia i Montenegro per resoldre pacíficament la crisi al sud de Sèrbia.
A més, els esforços d'ambdós governs, la Unió Europea, l'OTAN, l'Organització per a la Seguretat i la Cooperació a Europa (OSCE), la Força de Kosovo (KFOR) i la Missió d'Administració Provisional de les Nacions Unides a Kosovo (UNMIK) per prevenir l'escalada de les tensions ètniques i gestionar la situació de seguretat a la regió.
La resolució, iniciada per Rússia, va condemnar la violència extremista i les activitats terroristes a Macedònia i el sud de Sèrbia i va assenyalar que comptava amb el suport d'extremistes albanesos ètnics fora d'aquestes zones. Va exigir a tots els individus implicats en accions armades contra les autoritats d'aquests estats el desarmament immediat i que totes les diferències havien de ser resoltes mitjançant el diàleg. Totes les parts havien d'actuar amb moderació i, amb respecte als drets humans i d'acord amb dret internacional humanitari.
El Consell va apreciar els esforços realitzats per Albània per promoure la pau a la regió i aïllar els extremistes. Els dirigents polítics albanesos de Kosovo i els líders ètnics albanesos en altres llocs van ser convocats a condemnar públicament la violència i l'odi ètnic. Es va donar la benvinguda als esforços de la KFOR per implementar el seu mandat i es va demanar a la comunitat internacional que considerés maneres en què podrien ajudar els esforços a la regió. Finalment, es va demanar a tots els estats que respectessin la sobirania i la integritat territorial dels altres estats de la regió.